# NGC 6927
NGC 6927 ist eine linsenförmige Galaxie vom Hubble-Typ S0 im Sternbild Delphin am Nordsternhimmel. Sie ist schätzungsweise 212 Millionen Lichtjahre von der Milchstraße entfernt. Im selben Himmelsareal befinden sich unter anderem die Galaxien NGC 6928 und NGC 6930.
Das Objekt wurde am 15. August 1863 von dem deutschen Astronomen Albert Marth entdeckt.